# Tricholoma muscarium
Tricholoma muscarium este o ciupercă găsită cel mai adesea în Japonia.

## Toxicitate
Tricholoma muscarium conține acid ibotenic și acid tricholomic și este considerată o ciupercă comestibilă în Japonia.